# Coelotes minoensis
Coelotes minoensis là một loài nhện trong họ Amaurobiidae.
Loài này thuộc chi Coelotes. Coelotes minoensis được miêu tả năm 2009 bởi Nishikawa.